# Kim Royce
Kim Royce es un deportista estadounidense que compitió en taekwondo. Ganó una medalla de plata en el Campeonato Mundial de Taekwondo de 1982 y una medalla de plata en el Campeonato Panamericano de Taekwondo de 1982.

## Palmarés internacional
| Campeonato Mundial      | Campeonato Mundial  | Campeonato Mundial | Campeonato Mundial |
| Año                     | Lugar               | Medalla            | Categoría          |
| ----------------------- | ------------------- | ------------------ | ------------------ |
| 1982                    | Guayaquil (Ecuador) | Medalla de plata   | +84 kg             |
| Campeonato Panamericano |                     |                    |                    |
| Año                     | Lugar               | Medalla            | Categoría          |
| 1982                    | Ponce (Puerto Rico) | Medalla de plata   | +84 kg             |